# Steven Pressley
Steven Pressley (Elgin, 11 oktober 1973) is een voormalig Schotse voetballer en huidig voetbalcoach. Normaal gesproken verscheen hij als centrale verdediger op het veld. Sinds 2018 is hij trainer van Paphos FC.

## Glasgow Rangers
Steven Pressley begon in 1990 zijn professionele voetbalcarrière. Dit was als talent van de jeugd van de Schotse topclub Glasgow Rangers. In het seizoen 1991/1992 maakte hij zijn debuut voor de Rangers. De media zag in hem een groot talent, maar bij Glasgow Rangers werd Steven Pressley nooit een vaste waarde. De meeste wedstrijden die hij in één seizoen voor de club speelde was 23 in het seizoen 1993/1994. Toen werd echter ook duidelijk dat zijn toekomst niet bij de Glasgow Rangers lag en na twee wedstrijden voor de club gespeeld te hebben het seizoen erop, vertrok hij bij uit Ibrox Park. Voor de Glasgow Rangers speelde Steven Pressley in totaal 34 wedstrijden. Daarin wist hij één keer de keeper te passeren.

## Coventry City
In 1994 nam Coventry City Pressley over van Glasgow Rangers. De Engelse club, die destijds uitkwam in de net nieuwe Premier League, betaalde 630.000 pond voor de Schot. Bij Coventry hoopte Steven Pressley op meer speelminuten. Die kwamen er echter niet. Hij was niet een van de basisspelers en speelde dat seizoen slechts negentien wedstrijden, van de mogelijke 42 wedstrijden. Daarin scoorde hij één keer. Aan het eind van het seizoen 1994/1995 werd Pressley alweer verkocht, omdat de nieuwe manager Ron Atkinson geen toekomst voor Pressley bij Coventry City zag. Daardoor speelde hij slechts één seizoen voor de Engelse club.

## Dundee United
Na zijn gedwongen vertrek bij Coventry City vertrok Steven Pressley weer naar zijn geboorteland, Schotland. Daar contracteerde Dundee United hem. De Schotten betaalden 750.000 pond aan Coventry om zich van de verdiensten van Pressley te verzekeren. In zijn eerste seizoen bij Dundee United, in 1995/1996, speelde hij nog op het tweede niveau van Schotland, maar mede dankzij hem promoveerde Dundee dat seizoen naar de Scottish Premier League. Bij Dundee United werd Pressley voor het eerst een basisspeler. Zo speelde hij dat eerste seizoen maar liefst 35 wedstrijden, waarin hij ook twee keer scoorde. Op het hoogste niveau van Schotland ging het Pressley en Dundee ook goed af. In het seizoen 1996/1997 werd de club derde in de competitie, een verrassende uitslag, omdat ze net gepromoveerd waren. Het tweede seizoen in de Premier League was echter minder succesvol, want Dundee eindigt als zevende. Na dit seizoen vertrok Steven Pressley naar een van de grotere clubs van Schotland. Voor Dundee United speelde hij in totaal honderd wedstrijden, waarin hij zes keer trefzeker was.

## Heart of Midlothian
In 1998 maakte Steven Pressley de overstap van Dundee United naar Heart of Midlothian. Bij Hearts zou hij later onder andere samen komen te spelen met de Nederlander Mark de Vries. Net zoals bij Dundee United groeide Steven Pressley ook hier meteen uit tot vaste basisspeler van de club. Zo speelde hij mee in wedstrijden op Europees niveau waarin Heart of Midlothian won van topclubs als Girondins de Bordeaux en VfB Stuttgart. Met Hearts had hij ook groot succes in de Schotse competitie. Zo eindigde hij drie keer met de club als derde in de Scottish Premier League en zelfs één keer als tweede. Dat was in het seizoen 2005/2006, waarin Hearts de topclub Glasgow Rangers achter zich liet. Gedurende zijn periode bij Heart of Midlothian werd Steven Pressley ook voor het eerst opgeroepen voor het nationale team van Schotland. Vanwege zijn goede prestaties werd Pressley ook benoemd tot aanvoerder van Hearts. In 2006 verliep de relatie tussen Hearts en Pressley echter niet meer goed en hij wilde dan ook weg bij de club. Ondanks interesse van de Engelse clubs Derby County en Charlton Athletic koos hij ervoor om bij een andere Schotse club te gaan spelen. Voor Heart of Midlothian speelde Steven Pressley een totaal van 271 wedstrijden. Daarin scoorde hij negentien keer.

## Celtic
Op 29 december 2006 tekende Steven Pressley een contract bij de Schotse topclub Celtic. Dat was opvallend, omdat hij een Glasgow Rangers-verleden heeft en Rangers is de aartsvijand van Celtic. Bij Celtic zou Pressley uiteindelijk samen komen te spelen met de Nederlanders Evander Sno en Jan Vennegoor of Hesselink. Op 2 januari 2007 maakte hij zijn debuut voor de club uit Glasgow tegen Kilmarnock.

## Interlandcarrière
Steven Pressley maakte zijn debuut voor het nationale team van Schotland op 29 maart 2000 in de vriendschappelijke wedstrijd tegen Frankrijk. In 2006 werd hij de Hearts-speler met de meeste interlands achter zijn naam. Dit was in een wedstrijd tegen Litouwen. Hiermee brak hij het 91-jaar oude record van Bobby Walker.
| Interlands van Steven Pressley voor Schotland | Interlands van Steven Pressley voor Schotland | Interlands van Steven Pressley voor Schotland | Interlands van Steven Pressley voor Schotland | Interlands van Steven Pressley voor Schotland | Interlands van Steven Pressley voor Schotland |
| №                                             | Datum                                         | Wedstrijd                                     | Uitslag                                       | Competitie                                    | Goals                                         |
| --------------------------------------------- | --------------------------------------------- | --------------------------------------------- | --------------------------------------------- | --------------------------------------------- | --------------------------------------------- |
| 1                                             | 29 Mar 2000                                   | Schotland – Frankrijk                         | 0–2                                           | Vriendschappelijk                             |                                               |
| 2                                             | 30 May 2000                                   | Ierland – Schotland                           | 1–2                                           | Vriendschappelijk                             |                                               |
| 3                                             | 12 Oct 2002                                   | IJsland – Schotland                           | 0–2                                           | EK-kwalificatie                               |                                               |
| 4                                             | 15 Oct 2002                                   | Schotland – Canada                            | 3–1                                           | Vriendschappelijk                             |                                               |
| 5                                             | 20 Nov 2002                                   | Portugal – Schotland                          | 2–0                                           | Vriendschappelijk                             |                                               |
| 6                                             | 29 Mar 2003                                   | Schotland – IJsland                           | 2–1                                           | EK-kwalificatie                               |                                               |
| 7                                             | 02 Apr 2003                                   | Litouwen – Schotland                          | 1–0                                           | EK-kwalificatie                               |                                               |
| 8                                             | 30 Apr 2003                                   | Schotland – Oostenrijk                        | 0–2                                           | Vriendschappelijk                             |                                               |
| 9                                             | 27 May 2003                                   | Schotland – Nieuw-Zeeland                     | 1–1                                           | Vriendschappelijk                             |                                               |
| 10                                            | 07 Jun 2003                                   | Schotland – Duitsland                         | 1–1                                           | EK-kwalificatie                               |                                               |
| 11                                            | 20 Aug 2003                                   | Noorwegen – Schotland                         | 0–0                                           | Vriendschappelijk                             |                                               |
| 12                                            | 10 Sep 2003                                   | Duitsland – Schotland                         | 2–1                                           | EK-kwalificatie                               |                                               |
| 13                                            | 11 Oct 2003                                   | Schotland – Litouwen                          | 1–0                                           | EK-kwalificatie                               |                                               |
| 14                                            | 15 Nov 2003                                   | Schotland – Nederland                         | 1–0                                           | EK-kwalificatie                               |                                               |
| 15                                            | 19 Nov 2003                                   | Nederland – Schotland                         | 6–0                                           | EK-kwalificatie                               |                                               |
| 16                                            | 31 Mar 2004                                   | Schotland – Roemenië                          | 1–2                                           | Vriendschappelijk                             |                                               |
| 17                                            | 28 Apr 2004                                   | Denemarken – Schotland                        | 1–0                                           | Vriendschappelijk                             |                                               |
| 18                                            | 27 May 2004                                   | Estland – Schotland                           | 0–1                                           | Vriendschappelijk                             |                                               |
| 19                                            | 30 May 2004                                   | Schotland – Trinidad en T.                    | 4–1                                           | Vriendschappelijk                             |                                               |
| 20                                            | 18 Aug 2004                                   | Schotland – Hongarije                         | 0–3                                           | Vriendschappelijk                             |                                               |
| 21                                            | 26 Mar 2005                                   | Italië – Schotland                            | 2–0                                           | WK-kwalificatie                               |                                               |
| 22                                            | 04 Jun 2005                                   | Schotland – Moldavië                          | 2–0                                           | WK-kwalificatie                               |                                               |
| 23                                            | 08 Jun 2005                                   | Wit-Rusland – Schotland                       | 0–0                                           | WK-kwalificatie                               |                                               |
| 24                                            | 17 Aug 2005                                   | Oostenrijk – Schotland                        | 2–2                                           | Vriendschappelijk                             |                                               |
| 25                                            | 07 Sep 2005                                   | Noorwegen – Schotland                         | 1–2                                           | WK-kwalificatie                               |                                               |
| 26                                            | 08 Oct 2005                                   | Schotland – Wit-Rusland                       | 0–1                                           | WK-kwalificatie                               |                                               |
| 27                                            | 12 Oct 2005                                   | Slowakije – Schotland                         | 0–3                                           | WK-kwalificatie                               |                                               |
| 28                                            | 12 Nov 2005                                   | Schotland – Verenigde Staten                  | 1–1                                           | Vriendschappelijk                             |                                               |
| 29                                            | 02 Sep 2006                                   | Schotland – Faeröer                           | 6–0                                           | EK-kwalificatie                               |                                               |
| 30                                            | 06 Sep 2006                                   | Litouwen – Schotland                          | 1–2                                           | EK-kwalificatie                               |                                               |
| 31                                            | 07 Oct 2006                                   | Schotland – Frankrijk                         | 1–0                                           | EK-kwalificatie                               |                                               |
| 32                                            | 11 Oct 2006                                   | Oekraïne – Schotland                          | 2–0                                           | EK-kwalificatie                               |                                               |

## Erelijst
- Scottish Premier League: 1992, 1993, 1994 (Glasgow Rangers), 2007 (Celtic)
- Scottish Cup: 1992, 1993 (Glasgow Rangers), 2006 (Heart of Midlothian), 2007 (Celtic)
- Scottish League Cup: 1993, 1994 (Glasgow Rangers)
- Vice-kampioen Scottish League Challenge Cup: 1996 (Dundee United)
- Vice-kampioen First Division: 1996 (Dundee United)